# Anatolij Łukjanenko
Anatolij Ołeksandrowycz Łukjanenko, ukr. Анатолій Олександрович Лук'яненко ros. Анатолий Александрович Лукьяненко, Anatolij Aleksandrowicz Łukjanienko (ur. 1923) – ukraiński piłkarz, grający na pozycji bramkarza, trener piłkarski.

## Kariera piłkarska
W 1946 rozpoczął karierę piłkarską w klubie Spartak Chersoń, barwy którego bronił przez 10 lat. W 1956 zakończył karierę piłkarza.

## Kariera trenerska
Po zakończeniu kariery piłkarskiej rozpoczął pracę szkoleniowca. Najpierw pomagał trenować, a w 1966 stał na czele Łokomotywu Chersoń, którym kierował do 1970.

## Sukcesy i odznaczenia

### Sukcesy trenerskie
Łokomotyw Chersoń
- brązowy medalista Mistrzostw Ukraińskiej SRR: 1966